# Анна Крісті (фільм, 1930)
«Анна Крісті» (англ. Anna Christie) — американська драма 1930 року, екранізація п'єси Юджина О'Ніла. Перший звуковий фільм з Гретою Гарбо, яка за роль Анни Крісті отримала номінацію на «Оскар». Крім цього картина висувалася на премію Американської кіноакадемії ще в двох номінаціях — найкраща операторська робота і найкраща режисура. Для підняття інтересу до фільму студія «MGM» використовувала рекламний хід, розмістивши на кінотеатрах плакати з написом «Гарбо говорить!».

## Сюжет
Анна Крісті кидає сімейну ферму, залишену їй батьком, і їде в місто, де волею долі стає повією. Проходить час. Героїня вирішує покінчити з ганебним заняттям і повернутися до батька, що живе на розбитій баржі.
Одного разу, під час шторму, вони рятують тонучого ірландського матроса Метта Барка. Врятований закохується в Анну і робить пропозицію, але вона з болем розповідає йому про своє минуле.
Метт, почувши розповідь, залишає дівчину. Анна розчарована його вчинком, але любов знову примиряє їх.

## У ролях
- Грета Гарбо — Анна Крісті
- Чарльз Бікфорд — Мет Берк
- Джордж Ф. Меріон — Кріс Крістоферсон
- Марі Дресслер — Марті Оуенс
- Джеймс Т. Макк — Джонні Гарп
- Лі Фелпс — Ларрі Бартендер

## Номінації
Номінації на «Оскар»:
- Найкраща жіноча роль — Грета Гарбо
- Найкращий режисер — Кларенс Браун
- Найкраща робота оператора — Вільям Х. Деніелс